# クラシック音楽の演奏家一覧
クラシック音楽の演奏家一覧では、クラシック音楽の演奏家を、楽器別、生年順に列挙する。

## 鍵盤楽器奏者

### ピアノ奏者
音源の残っていないピアニスト
- カール・チェルニー (1791-1857)
- ファニー・メンデルスゾーン (1805-1847)
- フレデリック・ショパン (1810-1849)
- フランツ・リスト (1811-1886)
- ジギスモント・タールベルク (1812-1871)
- クララ・シューマン (1819-1896)
- アントン・ルビンシテイン (1829-1894)
- 幸田延（1870-1946）

音源の残っているピアニスト
| 日本語名                         | ラテン文字表記        | 生年   | 没年   | 国・国籍                  | 備考           |
| -------------------------------- | --------------------- | ------ | ------ | ------------------------- | -------------- |
| ヨハネス・ブラームス             | Johannes Brahms       | 1833年 | 1897年 | ドイツ                    |                |
| カミーユ・サン＝サーンス         | Camille Saint-Saëns   | 1835年 | 1921年 | フランス                  |                |
| フランシス・プランテ             | Francis Planté        | 1839年 | 1934年 | フランス                  |                |
| エドヴァルド・グリーグ           | Edvard Grieg          | 1843年 | 1907年 | ノルウェー                |                |
| ヴラディーミル・ド・パハマン     | Vladimir de Pachmann  | 1848年 | 1933年 | ウクライナ                |                |
| アルトゥール・フリートハイム     | Arthur Friedheim      | 1859年 | 1932年 | ロシア                    |                |
| イサーク・アルベニス             | Isaac Albéniz         | 1860年 | 1909年 | スペイン                  |                |
| イグナツィ・パデレフスキ         | Ignacy Paderewski     | 1860年 | 1941年 | ポーランド                |                |
| クロード・ドビュッシー           | Claude Debussy        | 1862年 | 1918年 | フランス                  |                |
| エミール・フォン・ザウアー       | Emil von Sauer        | 1862年 | 1942年 | ドイツ                    |                |
| オイゲン・ダルベール             | Eugen d'Albert        | 1864年 | 1932年 | スコットランド            |                |
| フェルッチョ・ブゾーニ           | Ferruccio Busoni      | 1866年 | 1924年 | イタリア                  | ドイツで活動。 |
| レオポルド・ゴドフスキー         | Leopold Godowsky      | 1870年 | 1938年 | ポーランド (現リトアニア) | ユダヤ人。     |
| セルゲイ・ラフマニノフ           | Sergei Rachmaninoff   | 1873年 | 1943年 | ロシア                    |                |
| ヨゼフ・レヴィーン               | Josef Lhévinne        | 1874年 | 1944年 | ロシア                    | ユダヤ人。     |
| マルグリット・ロン               | Marguerite Long       | 1874年 | 1966年 | フランス                  |                |
| ヨゼフ・ホフマン                 | Josef Hofmann         | 1876年 | 1957年 | ポーランド、アメリカ      | ユダヤ人。     |
| エルンスト・フォン・ドホナーニ   | Ernst von Dohnányi    | 1877年 | 1960年 | ハンガリー                |                |
| アルフレッド・コルトー           | Alfred Cortot         | 1877年 | 1962年 | フランス                  |                |
| ワンダ・ランドフスカ             | Wanda Landowska       | 1879年 | 1959年 | ポーランド                |                |
| バルトーク・ベーラ               | Bartók Béla           | 1881年 | 1945年 | ハンガリー                |                |
| エゴン・ペトリ                   | Egon Petri            | 1881年 | 1962年 | ドイツ                    |                |
| アルトゥール・シュナーベル       | Artur Schnabel        | 1882年 | 1951年 | オーストリア、アメリカ    |                |
| ラザール・レヴィ                 | Lazare Lévy           | 1882年 | 1964年 | フランス                  |                |
| エリー・ナイ                     | Elly Ney              | 1882年 | 1968年 | ドイツ                    |                |
| ヴィルヘルム・バックハウス       | Wilhelm Backhaus      | 1884年 | 1969年 | ドイツ                    |                |
| レオ・シロタ                     | Leo Sirota            | 1885年 | 1965年 | ウクライナ                | ユダヤ人。     |
| 久野久                           | Hisa Kuno             | 1886年 | 1925年 | 日本                      |                |
| 澤田柳吉                         | Ryukichi Sawada       | 1886年 | 1936年 | 日本                      |                |
| エドヴィン・フィッシャー         | Edwin Fischer         | 1886年 | 1960年 | スイス・ドイツ            |                |
| アルトゥール・ルービンシュタイン | Arthur Rubinstein     | 1887年 | 1982年 | ポーランド                |                |
| ゲンリフ・ネイガウス             | Heinrich Neuhaus      | 1888年 | 1964年 | ソビエト連邦              |                |
| イヴ・ナット                     | Yves Nat              | 1890年 | 1956年 | フランス                  |                |
| ベンノ・モイセイヴィチ           | Benno Moiseiwitsch    | 1890年 | 1963年 | ウクライナ                | ユダヤ人。     |
| マイラ・ヘス                     | Myra Hess             | 1890年 | 1965年 | イギリス                  |                |
| ミェチスワフ・ホルショフスキ     | Mieczysław Horszowski | 1892年 | 1993年 | ポーランド                |                |
| 鈴木正一                         | Shoichi Suzuki        | 1892年 | 不詳   | 日本                      |                |
| マグダ・タリアフェロ             | Magda Tagliaferro     | 1893年 | 1986年 | ブラジル、フランス        |                |
| ヴァルター・ギーゼキング         | Walter Gieseking      | 1895年 | 1956年 | ドイツ                    |                |
| クララ・ハスキル                 | Clara Haskil          | 1895年 | 1960年 | ルーマニア                |                |
| ギオマール・ノヴァエス           | Guiomar Novaes        | 1895年 | 1979年 | ブラジル                  |                |
| ヴィルヘルム・ケンプ             | Wilhelm Kempff        | 1895年 | 1991年 | ドイツ                    |                |
| アレクサンドル・ブライロフスキー | Alexander Brailowsky  | 1896年 | 1976年 | ウクライナ                |                |
| ジョージ・ガーシュウィン         | George Gershwin       | 1898年 | 1937年 | アメリカ                  |                |
| マリヤ・ユーディナ               | Maria Yudina          | 1899年 | 1970年 | ロシア                    |                |
| ロベール・カサドシュ             | Robert Casadesus      | 1899年 | 1972年 | フランス                  |                |
| 笈田光吉                         | Kokichi Oida          | 1902年 | 1964年 | 日本                      |                |
| リリー・クラウス                 | Lili Kraus            | 1903年 | 1986年 | ハンガリー                |                |

- エルヴィン・ニレジハジ (1903-1987)
- ソロモン (1903-1988)
- クラウディオ・アラウ (1903-1991)
- ルドルフ・ゼルキン (1903-1991)
- ウラディミール・ホロヴィッツ (1903-1989)
- イヴォンヌ・ルフェビュール (1904-1986)
- ヴラド・ペルルミュテール(1904-2002)
- 高木東六 (1904-2006)
- クリフォード・カーゾン(1907-1982)
- 井口基成 (1908-1983)
- アイリーン・ジョイス(1908-1991)
- モニク・アース(1909-1987)
- 野辺地勝久(1910-1966)
- シューラ・チェルカスキー(1911-1995)
- フランツ・ホレチェク(1911-1990)
- 豊増昇 (1912-1975)
- ニキタ・マガロフ(1912-1992)
- ルドルフ・フィルクスニー(1912-1994)
- ジェルジ・シャンドール(1912-2005)
- ジーナ・バッカウアー(1913-1976)
- アンドール・フォルデス (1913-1992)
- ヴィトルド・マルクジンスキ(1914-1977)
- ホルヘ・ボレット(1914-1990)
- 三宅洋一郎(1914-1994)
- アニー・フィッシャー(1914-1995)
- 原智恵子(1914-2001)
- ロザリン・テューレック(1914-2002)
- 井上園子 (1915-1976)
- スヴャトスラフ・リヒテル (1915-1997)
- モーラ・リンパニー (1915-2005)
- エミール・ギレリス (1916-1985)
- ディヌ・リパッティ (1917-1950)
- ジャン・ユボー (1917-1992)
- フェリシア・ブルメンタール (1918-1991)
- リベラーチェ (1919-1987)
- アルトゥーロ・ベネデッティ・ミケランジェリ (1920-1995)
- アナトリー・ヴェデルニコフ(1920-1993)
- ジョルジュ・シフラ (1920-1994)
- 室井摩耶子(1921-)
- ウィリアム・カペル (1922-1953)
- ピエール・バルビゼ (1922-1990)
- 安川加壽子 (1922-1996)
- クロード・エルフェ (1922-2004)
- ハリーナ・チェルニー＝ステファンスカ（1922-2001）
- アリシア・デ・ラローチャ (1923-2009)
- サンソン・フランソワ（1924-1970）
- タチアナ・ニコライエワ（1924-1993）
- アルド・チッコリーニ（1925-2015）
- パウル・バドゥラ＝スコダ（1927-2019）
- ワルター・クリーン (1928-1991)
- 土肥泰（1928-1998）
- 園田高弘 (1928-2004)
- バイロン・ジャニス (1928-2024)
- ゲイリー・グラフマン (1928-)
- ベラ・ダヴィドヴィチ (1928-)
- イェルク・デームス (1928-2019)
- レオン・フライシャー (1928-2020)
- アレクシス・ワイセンベルク（1929-2012）
- フリードリヒ・グルダ (1930-2000)
- ラザール・ベルマン（1930-2005）
- ヴェルナー・ハース (1931-1976)
- ダルトン・ボールドウィン (1931-2019)
- アルフレート・ブレンデル (1931-2025)
- フジ子・ヘミング (1931-2024)
- グレン・グールド (1932-1982)
- フランス・クリダ (1932-2012)
- 小林道夫 (1933-)
- ジョン・ブラウニング (1933-2003)
- ヴァン・クライバーン (1934-2013)
- フィリップ・アントルモン (1934-)
- フー・ツォン (1934-2020)
- 舘野泉 (1936-)
- セシル・ウーセ (1936-)
- エリック・ハイドシェック (1936-)
- ジョン・オグドン (1937-1989)
- 田中希代子 (1937-1996)
- ヴラディーミル・アシュケナージ (1937-)
- 田隅靖子 (1938-)
- ウラディーミル・トロップ (1939-)
- 井上直幸 (1940-2003)
- クリストフ・エッシェンバッハ (1940-)
- スティーヴン・コヴァセヴィチ (1940-)
- 宮沢明子 (1941-2019)
- マルタ・アルゲリッチ (1941-)
- イディル・ビレット (1941-)
- 田崎悦子 (1941-)
- ダニエル・バレンボイム (1942-)
- マウリツィオ・ポリーニ (1942-2024)
- アナトール・ウゴルスキ (1942-)
- リチャード・グード (1943-)
- 杉谷昭子 (1943-2019)
- マリア・ジョアン・ピレシュ (1944-)
- ポール・クロスリー (1944-)
- 中村紘子(1944-2016)
- 高橋アキ (1944-)
- 遠藤郁子 (1944-)
- キース・ジャレット (1945-)
- ミッシャ・ディヒター (1945-)
- エリザーベト・レオンスカヤ (1945-)
- ラドゥ・ルプ (1945-2022)
- アンドレ・ワッツ (1946-2023)
- マレイ・ペライア (1947-)
- ピーター・ゼルキン (1947-2020)
- ドミトリー・アレクセーエフ (1947-)
- ワレリー・アファナシエフ (1947-)
- アンヌ・ケフェレック (1948-)
- ジャン＝フィリップ・コラール (1948-)
- ギャリック・オールソン (1948-)
- 内田光子 (1948-)
- エマニュエル・アックス (1949-)
- ミシェル・ベロフ (1950-)
- シプリアン・カツァリス (1951-)
- ウラディーミル・フェルツマン (1951-)
- パスカル・ロジェ (1951-)
- デジュー・ラーンキ (1951-)
- アレクサンドル・トラーゼ (1952-2022)
- ゾルターン・コチシュ (1952-2016)
- アンドラーシュ・シフ (1952-)
- 志村泉 (1952-)
- タチアナ・シェバノワ (1953-2011)
- ゲルハルト・オピッツ (1953-)
- ミハイル・ルディ (1953-)
- 海老彰子 (1953-)
- ユーリ・エゴロフ (1954-1988)
- 藤井一興 (1955-)
- フセイン・セルメット (1955-)
- ミシェル・ダルベルト (1955-)
- クリスティアン・ツィマーマン (1956-)
- ニコライ・デミジェンコ (1956-)
- ピエール＝ローラン・エマール (1956-)
- ミハイル・プレトニョフ (1957-)
- 斎藤雅広 (1958-2021)
- 福山孝 (1958-2017)
- アブデル・ラーマン・エル＝バシャ (1958-)
- 岡田博美 (1958-)
- ダン・タイ・ソン (1958-)
- アンジェラ・ヒューイット (1958-)
- イェフィム・ブロンフマン (1958-)
- イーヴォ・ポゴレリチ (1958-)
- ジャン＝マルク・ルイサダ (1958-)
- 中川俊郎 (1958-)
- ジョン・キムラ＝パーカー (1959-)
- エフゲーニ・ザラフィアンツ (1959-)
- 金澤攝（中村攝） (1959-)
- 伊藤恵 (1959-)
- 小山実稚恵 (1959-)
- 久元祐子 (1959-)
- 小島芳子 (1961-2004)
- マルカンドレ・アムラン (1961-)
- ケマル・ゲキチ (1962-)
- アレクサンドル・ピサレフ (1962-)
- 小川典子 (1962-)
- 仲道郁代 (1963-)
- ツィモン・バルト (1963-)
- 土田英介 (1963-)
- 熊本マリ (1964-)
- 高橋多佳子 (1964-)
- 川上昌裕 (1965-)
- YOSHIKI（1965-）
- 若林顕（1965-）
- 江村夏樹（1965-）
- 沼野真弓（1965-）
- マレイ・マクラクラン(1965-)
- 有森博 (1966-)
- 三舩優子(1966-)
- スタニスラフ・ブーニン (1966-)
- リーリャ・ジルベルシュテイン (1966-)
- アワダジン・プラット (1966-)
- 及川浩治 (1967-)
- 田部京子 (1967-)
- 仲道祐子 (1967-)
- 安田正昭 (1967-)
- エレーヌ・グリモー (1969-)
- ジェイソン・クーチャック (1969-)
- ヴァレンティーナ・リシッツァ (1969-)
- ボリス・ベレゾフスキー (1969-)
- アレクセイ・スルタノフ (1969-2005)
- ピョートル・アンデルジェフスキー (1969-)
- 樋口あゆ子 (1970-)
- 本田聖嗣 (1970-)
- レイフ・オヴェ・アンスネス (1970-)
- エフゲニー・キーシン (1971-)
- 横山幸雄 (1971- )
- ニコライ・ルガンスキー (1972-)
- 吉川隆弘(1973-)
- 平井元喜 (1973-)
- 山岸ルツ子 (1974-)
- デニス・マツーエフ (1975-)
- イリーナ・メジューエワ (1975-)
- 山崎真（1977-）
- アレクサンドル・ギンジン（1977-）
- 鈴木弘尚（1978-）
- 松本和将 (1979-)
- 上原彩子（1980-）
- マルティン・シュタットフェルト（1980-）
- ラン・ラン（郎朗、1982-）
- ユンディ・リ（李雲迪、1982-）
- 清塚信也（1982-）
- 岡城千歳
- 山本貴志（1983-）
- アレクサンダー・ガヴリリュク（1984-）
- 外山啓介（1984-）
- ラファウ・ブレハッチ（1985-）
- ユリアンナ・アヴデーエワ（1985-）
- 関本昌平（1985-）
- 長富彩（1986-）
- 萩原麻未（1986-）
- アリス＝紗良・オット（1988-）
- 辻井伸行（1988-）
- 金子三勇士（1989-）
- 實川風（1989-）
- 林澄子
- 中村姉妹
- 渡辺一世
- 江波有紀
- 中島征矢子
- 今川裕代
- マリア＝里美・小路
- 伊藤憲孝（1978-）
- 今岡淑子
- 大村典子
- 児嶋顕一郎（1991- ）
- モナ＝飛鳥・オット（1991-）
- ニコライ・ホジャイノフ（1992-）
- 反田恭平（1994-）
- 谷本聡子
- 藤田真央（1998-）
- 牛田智大（1999-）
- 阿久澤政行

### チェンバロ奏者、フォルテピアノ奏者
- ワンダ・ランドフスカ (1879-1959)
- ラルフ・カークパトリック ( 1911–1984)
- エディット・ピヒト＝アクセンフェルト (1914-2001)
- カール・リヒター (1926-1981)
- ズザナ・ルージチコヴァー (1927-2017)
- ユゲット・ドレフュス (1928-2016)
- グスタフ・レオンハルト (1928-2012)
- イーゴリ・キプニス (1930-2002)
- ケネス・ギルバート (1931-)
- 橋本英二（1931-2021）
- ラファエル・プヤーナ (1931-2013)
- 小林道夫 (1933-)
- 鍋島元子（1936-1999）
- クリスティアーヌ・ジャコッテ (1937-1999)
- エミリア・ファディーニ
- クリストファー・ホグウッド (1941-2014)
- ウィリアム・クリスティ (1944-)
- トン・コープマン (1944-)
- ヨス・ファン・インマゼール (1945-)
- トレヴァー・ピノック (1946-)
- ボブ・ファン・アスペレン (1947-)
- エリーザベト・ホイナツカ (1939-2017)
- デイヴィット・モロニー (1950-)
- 渡邊順生 (1950-)
- スコット・ロス (1951-1989)
- 鈴木雅明 (1954-)
- 岡田龍之介 (1955-)
- アンドレアス・シュタイアー (1955-)
- 武久源造 (1957-)
- クリスティーネ・ショルンスハイム (1959-)
- ニコラウ・デ・フィゲイレド (1960-2016)
- オリヴィエ・ボーモン (1960-)
- 前橋亮子 (1960-)
- リナルド・アレッサンドリーニ (1960-)
- クリストフ・ルセ (1961-)
- 小島芳子 (1961-2004)
- アンドレア・マルコン (1963-)
- ピエール・アンタイ (1964-)
- 曽根麻矢子 (1964-)
- 中野振一郎 (1964-)
- 三和睦子（196?-）
- 芝崎久美子(196?-)
- 辰巳美納子(196?-)
- 上尾直毅 (196?-)
- ピーター＝ヤン・ベルダー (1966-)
- 野口詩歩梨 (1968-)
- 西山まりえ (1970-)
- ヴァーツラフ・ルクス (1970-)
- 坂倉琴乃 (1972-)
- 郡司和也
- 植山けい
- リチャード・エガール
- マルコ・メンコボーニ
- マハン・エスファハニ
- バンジャマン・アラール
- ジャン・ロンドー
- 鈴木優人
- 濱田あや
- 桒形亜樹子
- 広沢麻美
- 加久間朋子
- 天野乃里子（真理子・フロレンティーナの母）
- 八百板正己
- 平井み帆
- 上薗美佳
- 上野晶子
- 有田千代子
- 副嶋恭子
- 有橋淑和
- 大塚直哉
- 戸崎廣乃
- 鈴木美香
- 杉浦道子
- 木村恵理
- 上羽剛史
- 下西美都
- 渡邊温子
- 高橋尚子
- イェルク・エーヴァルト・デーラー
- スキップ・センペ
- ミッツィ・メイヤーソン
- 梅津樹子
- 森洋子
- 宮崎賀乃子
- 水永牧子
- 中田聖子
- 山縣万里
- 中村恵美
- 寺村朋子
- 伊藤一人
- 矢野薫
- 辻文栄
- パブロ・エスカンデ
- 圓谷俊貴
- 石川友香理
- 西野晟一朗

- 三橋桜子
- 根本卓也
- 中川岳
- 曽根田駿
- 小倉貴久子フォルテピアノ
- 平井千絵フォルテピアノ
- 川口成彦フォルテピアノ

### オルガン奏者
- アルベルト・シュヴァイツァー (1875-1965)
- 石丸由佳
- 木岡英三郎 (1895-1982)
- 大中寅二 (1896-1982)
- ヘルムート・ヴァルヒャ (1907-1991)
- ロレンツォ・ギエルミ（1959-）
- 紙屋信義 (1967-)
- 草谷麻子 (1968-)
- ピエール・コシュロー（1924-1984）
- カール・リヒター (1926-1981)
- マリー＝クレール・アラン（1926-2013）
- サイモン・プレストン（1938-）
- トーマス・マイヤー＝フィービッヒ（1949-）
- トーマス・トロッター（1957-）
- 伊澤長俊 (1959-2003)
- 青田絹江（1962-）
- 福本茉莉（1987-）
- 土井真由美
- 今井奈緒子
- 青谷充子
- 吉田文（1971-）
- 伊藤完夫
- 山口綾規
- 佐川淳

## 弦楽器奏者

### ヴァイオリン奏者
- ディートリヒ・ベッカー (1623頃-1679)
- アルカンジェロ・コレッリ (1653-1713)
- ヘンリー・エックレス (1670頃-1742頃)
- フランチェスコ・マリア・ヴェラチーニ (1690-1768)
- ジュゼッペ・タルティーニ (1692-1770)
- イグナーツ・フレンツル (1736-1811)
- ジョージ・ブリッジタワー (1780-1860)
- ニコロ・パガニーニ (1782-1840)
- ルイ・シュポーア (1784-1859)
- フェルディナンド・ダヴィッド (1810-1873)
- オーレ・ブル (1810-1880)
- カミッロ・シヴォリ (1815-1894)
- アントニオ・バッジーニ (1818-1897)
- アンリ・ヴュータン (1820-1881)
- ヨーゼフ・ヨアヒム (1831-1907)
- ジャン＝バティスト・アッコーライ (1833-1900)
- オスカー・リーディング (1844-1893)
- パブロ・デ・サラサーテ (1844-1908)
- レオポルト・アウアー (1845-1930)
- アウグスト・ウィルヘルミ (1845 - 1908)
- フリードリヒ・ザイツ (1848-1918)
- ギヨーム・レミー (1856-1923)
- ウジェーヌ・イザイ (1858-1931)
- イェネー・フバイ (1858-1937)
- ウィリー・ブルメスター (1869-1933)
- カール・フレッシュ (1873-1944)
- アンリ・マルトー (1874-1934)
- フリッツ・クライスラー (1875-1962)
- 安藤幸 (1878-1963)
- ジャック・ティボー (1880-1953)
- ヤン・クーベリック (1880-1940)
- ジョルジェ・エネスク (1881-1955)
- ブロニスワフ・フーベルマン (1882-1947)
- ヤロスラフ・コチアン (1883-1950)
- エフレム・ジンバリスト (1889-1985)
- ミッシャ・エルマン (1891-1967)
- アドルフ・ブッシュ (1891-1951)
- ヨゼフ・シゲティ (1892-1973)
- ゲオルク・クーレンカンプ (1898-1948)
- 鈴木鎮一 (1898-1998)
- ヴァーシャ・プルジーホダ (1900-1960)
- ヤッシャ・ハイフェッツ (1901-1987)
- ナタン・ミルシテイン (1903-1992)
- 鈴木喜久夫 (1904-1977)
- エリカ・モリーニ (1904-1995)
- ルイス・カウフマン (1905-1994)
- ジノ・フランチェスカッティ (1905-1991)
- アルフレード・カンポリ (1906-1991)
- ジョコンダ・デ・ヴィート (1907-1994)
- ダヴィッド・オイストラフ (1908-1974)
- シモン・ゴールドベルク (1909-1993)
- ペーター・リバール (1913-2002)
- 荒谷正雄 (1914-1996)
- リカルド・オドノポソフ (1914-2004)
- ヴォルフガング・シュナイダーハン (1915-2002)
- ユーディ・メニューイン (1916-1999)
- オスカー・シュムスキー (1917-2000)
- ドロシー・ディレイ (1917-2002)
- ルッジェーロ・リッチ (1918-2012)
- レイモン・ガロワ＝モンブラン (1918-1994)
- ジネット・ヌヴー (1919-1949)
- フランセス・マグネス (1919-2010)
- ローラ・ボベスコ (1919-2003)
- アイザック・スターン (1920-2001)
- ラインホルト・バルヒェット (1920-1962)
- 諏訪根自子 (1920-2012)
- ヘンリク・シェリング (1921-1988)
- アルテュール・グリュミオー (1921-1986)
- イヴリー・ギトリス (1922-2020)
- ヘルマン・クレバース (1923-2018)
- ヨハンナ・マルツィ (1924-1979)
- レオニード・コーガン (1924-1980)
- ユリアン・シトコヴェツキー (1925-1958)
- 巌本真理 (1926-1979)
- デヴィッド・ナディアン (1926-2014)
- アーロン・ローザンド (1927-2019)
- 江藤俊哉 (1927-2008)
- イダ・ヘンデル (1928-2020)
- ワンダ・ウィウコミルスカ (1929-2018)
- ヨゼフ・スーク (1929-2011)
- クリスチャン・フェラス (1933-1982)
- 堀伝 (1935-)
- マイケル・レービン (1936-1972)
- ジェラール・プーレ (1938-)
- 田中千香士 (1939-2009)
- 渡辺實和子 (1939-)
- 浦川宜也(1940-)
- シュムエル・アシュケナジ (1941-)
- サルヴァトーレ・アッカルド (1941- )
- 渡辺茂夫 (1941-1999)
- 小島秀夫 (1941-)
- ウェルナー・ヒンク (1943-)
- 前橋汀子 (1943- )
- 佐々木一樹 (1944- )
- イツァーク・パールマン (1945- )
- ストイカ・ミラノヴァ (1945-)
- ウート・ウーギ (1946- )
- オレグ・カガン (1946-1990)
- 徳永二男 (1946- )
- 海野義雄 (1946- )
- 藤川真弓 (1946- )
- ギドン・クレーメル (1947- )
- 藤原浜雄 (1947- )
- アンヘル・ヘスス・ガルシア (1947- )
- チョン・キョンファ (1948- )
- ピンカス・ズーカーマン (1948- )
- オーギュスタン・デュメイ (1949- )
- ピエール・アモイヤル (1949- )
- ジョン・チャヌ (1950- )
- 篠崎正嗣 (1950- )
- 尾花輝代充 (1950- )
- 田中直子 (1950- )
- 安永徹 (1951年- )
- 天満敦子 (1955- )
- 大谷康子 (1955- )
- ナイジェル・ケネディ (1956- )
- 朝枝信彦 (1956- )
- 深山尚久 (1956- )
- シュロモ・ミンツ (1957- )
- 若松夏美(1957- )
- 堀米ゆず子 (1957- )
- 若林暢（1957-2016）
- 加藤知子 (1957- )
- 田澤明子 (1958- )
- 沼田園子 (1958- )
- ヴィクトリア・ムローヴァ (1959- )
- 古澤巌 (1959- )
- 小森谷巧 (1959- )
- 大林修子 (1960-)
- ナージャ・サレルノ＝ソネンバーグ (1961- )
- オリヴィエ・シャルリエ (1961- )
- 千住真理子 (1962- )
- 中村静香 (1962- )
- アンネ＝ゾフィー・ムター (1963- )
- イリヤ・カーラー (1963- )
- 漆原啓子 (1963- )
- 椙山久美 (1963- )
- 吉田直矢 (1964- )
- 水谷川陽子(1964- )
- ロラン・コルシア (1965- )
- マッシモ・カルタ (1965- )
- フランク・ペーター・ツィンマーマン (1965- )
- クリスチャン・テツラフ (1966- )
- 漆原朝子 (1966- )
- 渡辺玲子 (1966- )
- 竹澤恭子 (1966- )
- ジョシュア・ベル (1967- )
- 小林美恵 (1967- )
- 矢部達哉 (1968- )
- 戸田弥生 (1968- )
- 高嶋ちさ子 (1968- )
- ギヨーム・スュートル (1969- )
- 千々岩英一 (1969- )
- アン・アキコ・マイヤース (1970- )
- 幸田聡子 (1970- )
- ヴァディム・レーピン (1971- )
- ギル・シャハム (1971- )
- 川畠成道 (1971- )
- 五嶋みどり (1971- )
- 植村理葉 (1971- )
- 諏訪内晶子 (1972- )
- イザベル・ファウスト (1972- )
- 玉井菜採 (1972- )
- 高木和弘 (1972- )
- ダヴィド・グリマル (1973- )
- アレクセイ・イグデスマン (1973- )
- マキシム・ヴェンゲーロフ (1974- )
- ジュリアン・ラクリン (1974- )
- 吉田恭子 (1974- )
- 岡田鉄平 (1975- )
- 島田真千子 (1975- )
- 上里はな子 (1976- )
- ルノー・カピュソン (1976- )
- 三上亮 (1976- )
- 西江辰郎 (1976- )
- リーラ・ジョセフォウィッツ (1977- )
- ヴァネッサ・メイ (1978- )
- ジャニーヌ・ヤンセン (1978- )
- ジョセフ・リン (1978- )
- 田島高宏 (1978- )
- 岡崎慶輔 (1979- )
- 樫本大進 (1979- )
- 川久保賜紀 (1979- )
- 奥村愛 (1979- )
- リサ・バティアシュヴィリ (1979- )
- アマンダ・ファヴィエ (1979- )
- サラ・チャン (1980- )
- ヒラリー・ハーン (1980- )
- デイヴィッド・ギャレット (1980- )
- 松山冴花 (1980- )
- 長原幸太 (1981- )
- バイバ・スクリデ (1981- )
- アラベラ・美歩・シュタインバッハー（1981- ）
- 庄司紗矢香 (1983- )
- ユリア・フィッシャー (1983- )
- アリーナ・ポゴストキーナ (1983- )
- 松田理奈 (1985- )
- 山田晃子 (1986- )
- 神尾真由子 (1986- )
- ヴィルデ・フラング（1986- ）
- サラ・オレイン（1986- ）
- クロエ・ハンスリップ (1987- )
- シン・ヒョンス (1987- )
- ニコラ・ベネデッティ (1987- )
- 五嶋龍 (1988- )
- ヴェロニカ・エーベルレ (1988- )
- オリヴィア・ドーラ (1989- )
- 南紫音 (1989- )
- 小林美樹 (1990- )
- 中澤きみ子
- 奥幸代
- 中山裕一
- 中村公俊
- 岡部磨知 (1984- )
- 水村浩司
- 梶川空飛亜
- トゥーセット・ヴァイオリン(デュオ)

### ヴィオラ奏者
- 吉瀬弥恵子
- ライオネル・ターティス (1876-1975)
- パウル・ヒンデミット (1895-1963)
- 鈴木章 (1899-1961)
- ウィリアム・プリムローズ (1904-1982)
- ワルター・トランプラー (1915-1997)
- ウルリヒ・コッホ (1921-1996)
- トーマス・カクシュカ (1940-2005)
- 兎束俊之 (1939-)
- 今井信子 (1943-)
- 店村眞積 (1948-)
- ピンカス・ズーカーマン (1948-)
- キム・カシュカシャン (1952-)
- ユーリ・バシュメット (1953-)
- パールトシュ・エデン（エデン・パルトシュ*）
- ヴォルフラム・クリスト (1955-)
- 後藤悠仁（日本フィル）(1961-)
- タベア・ツィンマーマン (1966-)
- 長谷川弥生 (1966-)
- 川本嘉子 (1966-)
- 清水直子 (1968-)
- 安藤裕子 (1972-)
- 井上祐子
- 波木井賢
- ヴェロニカ・ハーゲン
- 奥幸代
- 生沼晴嗣
- 棚橋恭子
- 杉田恵理

### チェロ奏者
- レオ・スターン
- ハヌシュ・ヴィハーン
- アルト・ノラス
- ユリウス・クレンゲル (1859-1933)
- パブロ・カザルス (1876-1973)
- カリーナ・ゲオルギアン
- ガスパール・カサド (1897-1966)
- 鈴木二三雄 (1900-1945)
- エマヌエル・フォイアーマン (1902-1942)
- グレゴール・ピアティゴルスキー (1903-1976)
- ピエール・フルニエ (1906-1986)
- 齋藤秀雄 (1902-1974)
- 井上頼豊 (1912-1996)
- 倉田高 (1913-1945)
- ポール・トルトゥリエ (1914-1990)
- アントニオ・ヤニグロ (1918-1989)
- モーリス・ジャンドロン (1920-1990)
- ヤーノシュ・シュタルケル (1924-2013)
- ジークフリート・パルム (1927-2005)
- ムスティスラフ・ロストロポーヴィチ (1927-2007)
- アンナー・ビルスマ (1934-2019)
- 徳永兼一郎 (1941-1996)
- 堤剛 (1942-)
- リン・ハレル (1944- )
- 岩崎洸 (1944- )
- 堀了介 (1945- )
- ジャクリーヌ・デュ・プレ (1945-1987)
- ロラン・ピドゥー
- ダヴィド・ゲリンガス (1946- )
- 菅野博文 (1947- )
- 松波恵子 (1947- )
- ミクローシュ・ペレーニ (1948- )
- ミッシャ・マイスキー (1948- )
- 藤原真理 (1949- )
- 林俊昭 (1950- ）
- ハインリヒ・シフ (1951-2016)
- マリア・クリーゲル (1952- )
- 上村昇 (1952- )
- 津留崎直紀 (1953- )
- ヨーヨー・マ（馬友友） (1955- )
- 山崎伸子(1956- )
- 鈴木秀美 (1957- )
- 河野文昭
- アントニオ・メネセス (1957- )
- ミヒャエル・バッハ (1958- )
- 秋津智承 (1958- )
- マリオ・ブルネロ (1960- )
- トゥルルス・モルク (1960- )
- 藤森亮一 (1962- )
- ピーター・ウィスペルウェイ (1962- )
- ラファエル・ピドゥー (1967- )
- ジャン・ワン (1968- )
- 大井絢古
- 向山佳絵子 (1969- )
- 水谷川優子(-)
- マルク・コペイ (1969- )
- クリスティーナ・レイコ・クーパー 俳人高浜虚子の曾孫
- 長谷川陽子 (1970- )
- 鈴木・ライナー・龍一 (1970- )
- 唐津健 (1971- )
- マーティン・スタンツェライト (1971- )
- フランチェス・マリェ・ウイッティ
- ドミトリー・フェイギン
- フリードリヒ・ガウウェルキィ
- ターニャ・テツラフ (1973- )
- 古川展生 (1973- )
- 渋谷牧人 (1976- )
- 石坂団十郎 (1979- )
- 永山利彦
- ゴーティエ・カピュソン (1981- )
- 遠藤真理 (1982- )
- 多井智紀 (1982- )
- 新倉瞳 (1985- )
- 宮田大（1986-）
- 伊藤悠貴 (1989- )
- 深谷展晃 (1976- )
- 植草ひろみ
- 白佐武史
- 上村文乃 (1990- )
- ラファエラ・グロメス (1991- )

### コントラバス奏者
- ドメニコ・ドラゴネッティ (1763-1846)
- ルートヴィヒ・シュトライヒャー (1920-2003)
- ゲーリー・カー (1941- )
- クラウス・シュトール (1943- )
- 河原泰則 (1948- )
- 黒木岩寿
- 森武大和
- 出町芽生

### クラシック・ギター奏者
- アーノルド・ドルメッチ (1858-1940)
- アンドレス・セゴビア (1893-1987)
- レヒーノ・サインス・デ・ラ・マーサ (1896-1981)
- 大河原義衛 (1904-1935)
- マリア・ルイサ・アニード (1907-1996)
- セレドニオ・ロメロ (1913-1996)
- イダ・プレスティ (1924-1967)
- ナルシソ・イエペス (1927-1997)
- オスカル・カセレス (1928- )
- アレクサンドル・ラゴヤ (1929-1999)
- 小松素臣 (1930-)
- オイゲン・ドンボワ (1931- )
- ジュリアン・ブリーム (1933- )
- オスカー・ギリア (1938-)
- レオ・ブローウェル (1939- )
- ジョン・ウィリアムス (1941- )
- トゥリビオ・サントス（ポルトガル語版） (1943- )
- クリストファー・パークニング (1947- )
- 荘村清志 (1947-)
- 鈴木一郎 (1948- )
- カルロス・ボーネル (1949- )
- マヌエル・バルエコ（英語版） (1952- )
- エドゥアルド・フェルナンデス (1952- )
- セルジオ・アサド (1952- )
- アルヴァロ・ピエッリ (1953- )
- エリオット・フィスク (1954- )
- ロベルト・アウセル (1954- )
- イェラン・セルシェル (1955- )
- 福田進一 (1955- )
- ローラン・ディアンス (1958- )
- ステファノ・グロンドーナ (1958- )
- アンドリュー・ヨーク (1958- )
- 山下和仁 (1961- )
- ティモ・コルホーネン（英語版） (1964- )
- 鈴木大介 (1970- )
- 日渡奈那 (1977- )
- 益田正洋 (1978- )
- 村治佳織 (1978- )
- 大萩康司 (1978- )
- 松尾俊介 (1979- )
- 木村大 (1982- )
- 村治奏一 (1982- )

### ハープ奏者
- ニコラ＝シャルル・ボクサ (1789-1856)
- リリー・ラスキーヌ (1891-1988)
- ニカノール・サバレタ (1907-1993)
- ユッタ・ツォフ（1928-2019）
- ウルスラ・ホリガー（1937-2014）
- 篠崎史子
- 吉野直子
- グザヴィエ・ドゥ・メストレ（フランス語版）(1973- )

### マンドリン奏者
- 丸本大悟 (1979- )

## 管楽器奏者

### フルート奏者
- ジャック・オトテール(1673 - 1763)
- レオナルド・デ・ロレンツォ(1875 - 1962)
- マルセル・モイーズ(1889 - 1984)
- 岡村雅雄 (1892-1961)
- 熊田為宏（1913-1993）
- 吉田雅夫 (1915-2003)
- カール・ハインツ・ツェラー (1928-2005)
- ジャン＝ピエール・ランパル (1922-2000)
- オーレル・ニコレ (1926-2016)
- ウイリアム・ベネット
- アンドレアス・ブラウ
- ジェームズ・ゴールウェイ (1939- )
- 川人洋二 (1939- )
- ヴォルフガング・シュルツ
- 金昌国 (1942- )
- ディーター・フルーリー
- マクサンス・ラリュー
- エマニュエル・パユ (1970- )
- マテュー・デュフォー
- ジャック・ズーン
- ペーター＝ルーカス・グラーフ
- セヴェリーノ・ガッゼローニ
- ロバート・ウィン
- 工藤重典 (1954- )
- 東郷良英 (1954- )
- 川勝和哉 (1963- )
- 山下兼司
- 一戸敦
- 大和田葉子 (-)
- 有田正広(1949-)
- 福永吉宏(-)
- 上坂学(-)
- 前田りり子(-)
- 菅井春恵
- 藤井香織
- 神田寛明
- 高木綾子 (1977- )
- 岩下智子
- 立花千春
- 多久潤一朗
- 今井亨
- 上野星矢 (1989- )
- 上野由恵
- 田中玲奈
- 上田章代
- 新村理々愛 (1994- )
- 森本英希

### オーボエ奏者
- アルブレヒト・マイヤー
- インゴ・ゴリツキ
- カール・マイアホーファー（1927-1976）
- ギュンター・パッシン
- ジョナサン・ケリー
- ジョン・デ・ランシー
- トーマス・インデアミューレ
- ハインツ・ホリガー（1939- ）
- ハンスイェルク・シェレンベルガー（1948-）
- ハンス・カメシュ（1901-1975）
- ピエール・ピエルロ
- フランソワ・ルルー
- ヘルムート・ヴィンシャーマン
- モーリス・ブルク
- ラヨシュ・レンチェシュ
- レイ・スティル
- レオン・グーセンス
- ローター・コッホ（1935-2003）
- ヴィンフリード・リーバーマン
- 小島葉子
- 宮本文昭
- 茂木大輔(1959- )
- 古部賢一
- 広田智之
- 小林裕
- 蠣崎耕三
- 渡辺克也
- 池田昭子
- 寺島陽介
- 本間正史
- 河野正孝
- 市原満
- 山口裕加
- 延原武春
- 最上峰行

### クラリネット奏者
- アルフレート・プリンツ
- アレッサンドロ・カルボナーレ
- ヴァルター・ブイケンス
- ヴォルフガング・マイヤー
- エルンスト・オッテンザマー
- カール・ライスター
- ギィ・ダンガン
- ゲラルド・パッヒンガー
- ザビーネ・マイヤー
- ジェルヴァース・ドゥ・ペイエ
- ジャック・ランスロ
- ジョン・デンマン
- チャールズ・ナイディック
- デヴィッド・キャンベル
- ノーベルト・トイブル
- ピエトロ・キャヴァリエ
- ペーター・シュミードル
- リチャード・ストルツマン
- リヒャルト・ミュールフェルト (1856-1913)
- レオポルト・ウラッハ
- レジナルド・ケル
- 赤坂達三
- 熱田敬一
- 浅井崇子
- 有馬理絵
- 磯部周平
- 伊藤圭
- 井上京
- 稲垣征夫
- 加藤明久
- 川上一道
- 木村健雄
- 北爪利世
- 黒岩真美
- 小谷口直子
- 是友勝也
- 佐藤義人
- 武田忠善
- 谷口英治
- 堤淳喜
- 十亀正司
- 中川鉄也
- 二宮和子
- 浜中浩一
- 松本健司
- 村井祐児
- 山根孝司
- 山本正治
- 吉田佐和子
- 吉田記子
- 吉田誠
- 三井崇裕

### ファゴット／バスーン奏者
- モーリス・アラール
- ジルベール・オダン
- シュテファン・シュヴァイゲルト
- ダニエル・ダミアーノ
- クラウス・トゥーネマン
- ミラン・トゥルコヴィチ
- ヨジェ・バニチ
- セルジオ・アッツォリーニ
- 大滝雄久
- 岡崎耕治
- 霧生吉秀
- 小山昭雄
- 水谷上総
- 吉田将
- 井上俊次
- 岡本正之
- 河村幹子
- 長哲也

### ホルン奏者
- フランツ・シュトラウス (1822-1905)
- デニス・ブレイン (1921-1957)
- ゲルト・ザイフェルト (1931-2019)
- アイファー・ジェームズ (1931-2004)
- ヘルマン・バウマン (1934- )
- ペーター・ダム（1937- ）
- ノルベルト・ハウプトマン (1942- )
- バリー・タックウェル (1931-2020)
- ジェフリー・ブライアント(1946- )
- クラウス・ヴァレンドルフ (1948- )
- シュテファン・ドール (1965-)
- ラルス・ミヒャエル・ストランスキー (1966- )
- サラ・ウィリス (1968- )
- ラデク・バボラーク(1976-)
- ズデニェク・ティルシャル
- ギュンター・ヘーグナー
- ヴォルフガング・ヴラダー
- 千葉馨
- アレッシオ・アレグリーニ (1972- )

### トランペット奏者
- アドルフ・ハーセス
- アリソン・バルサム
- ウィントン・マルサリス
- エリック・オービエ（フランス語版）
- オーレ・エドヴァルト・アントンセン（英語版）
- ガボール・ボルドツキ（ドイツ語版）
- ジェラード・シュワルツ
- セルゲイ・ナカリャコフ
- ティーネ・ティング・ヘルセット
- ティモフェイ・ドクシツェル
- ハリー・ゼーフェンシュテルン
- ハンス・ガンシュ
- ピエール・ティボー（フランス語版）
- ベルナール・スーストロ
- ホーカン・ハーデンベルガー
- マティアス・ヘフス（英語版）
- モーリス・アンドレ
- ヨウコ・ハルヤンネ（フィンランド語版）
- ラインホルト・フリードリヒ（ドイツ語版）
- ルートヴィヒ・ギュトラー（英語版）
- ルベン・シメオ（フランス語版）
- ロルフ・スメドヴィック（英語版）
- ニクラス・エクルンド
- ティエリー・カンス
- 杉木峯夫
- 金石幸夫
- 北村源三
- 津堅直弘
- 田宮堅二
- 武内安幸
- 市川和彦
- 守岡未央
- 福田善亮
- 伊藤駿
- 篠崎孝
- 松野美樹
- 白水大介
- 丸山研也
- 佐藤友記
- 増本辰馬
- 井川明彦
- 瀬戸口茜
- 川田修一
- 内藤知祐
- 飛田菜摘

### トロンボーン奏者
- ジョセフ・アレッシ（Joseph Alessi）
- クリスティアン・リンドベルイ（Christian Lindberg, 1958年 - ）

### チューバ（テューバ）奏者
- ジェイムズ・バーンズ
- 池田幸広（NHK交響楽団）
- 多戸幾久三
- 佐野日出男
- 安元弘行
- 菅原茂
- 緒方淳一
- オイスタイン・ボーズヴィーク (Oystein Baadsvik)
- ヨーゼフ・フンメル
- ロジャー・ボボ
- キャロル・ヤンチュ
- ジョン・フレッチャー
- パトリック・シェリダン
- アーノルド・ジェイコブス
- 青木雅彦
- レオポルト・コーラー
- 関島岳郎
- 藤田英大
- 稲川榮一
- 本間隆
- 杉山康人

### サクソフォーン奏者
- 須川展也
- 新井靖志
- 阪口新
- 大室勇一
- 下地啓二
- マルセル・ミュール(1901-2001)
- ダニエル・デファイエ(1922-2002)
- ジャン＝マリー・ロンデックス
- ジャン＝イヴ・フルモー
- 池上政人

## 打楽器奏者
- 大久保宙
- 竹島悟史
- 東佳樹
- 山本晶子

## アジア人・ハンガリー人などの演奏家の欧文表記
母国語の氏名が「姓＋名」の順であるアジア人、ハンガリー人などのクラシック音楽の演奏家は、氏名を欧文表記する際には、欧米人同様に「名＋姓」の順とする慣例である。クラシック音楽の指揮者も同様である。
- 韓国人ヴァイオリニスト Kyung-Wha Chung の公式サイトにおける表記[1]。
- 中国人ピアニスト サ・チェン（英語版）（Sa Chen）の蘭Pentatoneレーベル公式サイトにおける表記[2]（本人のFacebookにおける表記は「Chen Sa 陳薩」[3]）。
- 日本出身のイギリス人ピアニスト Mitsuko Uchida の公式サイトにおける表記[4]。
- ハンガリー人ピアニスト Andras Schiff のアイルランドの新聞アイリッシュ・タイムズにおける表記[5]（ハンガリー語表記は Schiff Andras［aの上にアクセント記号］[6]）。